# Juan Antonio Alejandre García
Juan Antonio Alejandre García (Sevilla, 1944) es un catedrático, jurista e investigador español.

## Biografía
Nace en Sevilla de origen extremeño, siendo Extremadura la tierra de sus padres: Laureano Alejandre Durán, maestro nacional, y Amparo García Marín. Su infancia transcurrió entre Usagre y Ahillones (Badajoz). Casado con Mercedes García Cerezo (Segovia), pediatra. Tiene tres hijos; dos ejercen la profesión de abogado; el tercero es profesor de música y pianista.
En 1966 recibió el título de Licenciatura en Derecho de la Universidad de Sevilla. En 1969 recibió un doctorado en Derecho. Ha trabajado como catedrático de Historia del Derecho de la Universidad Complutense de Madrid, en la que fue profesor agregado de esta disciplina; llegó a ser Vicedecano de la Facultad de Derecho. También ha sido docente en la Universidad de Valencia.
Coautor de obras generales, ha estudiado e investigado la historia de los derechos mercantil y penal y, más recientemente, los procesos inquisitoriales. Investigador responsable de siete proyectos de investigación (1990-2009). En 1994 fundó y dirigió la revista Cuadernos de Historia del Derecho y fue director académico del Instituto de Estudios Bursátiles (IEB). Sus estudios e investigaciones «se han visto reflejados en una decena de libros, varios manuales y numerosos artículos». Sus publicaciones se centran en temas relacionados con el derecho procesal, mercantil, penal, indiano, civil, notarial, historia general y política de España y la Inquisición. También ha participado en congresos a nivel nacional relacionados con el derecho indiano.

## Obra
- 1981: La Justicia popular en España. Análisis de una experiencia histórica: los Tribunales de Jurados, Madrid, Publicaciones de la Universidad Complutense.
- 1982: El Derecho histórico de los pueblos de España. Temas para un curso de Historia del Derecho (en colaboración con Enrique Gacto y José María García Marín), Madrid, Publicaciones de la Facultad de Derecho de la Universidad Complutense.
- 1994: El veneno de Dios. La Inquisición de Sevilla ante el delito de solicitación en confesión, Madrid, Siglo XXI Editores.
- 2013: Cartas a los sabedores del Derecho. 100 casos prácticos sobre cuestiones de Historia del Derecho, ajustados al sistema del Plan de Bolonia, Madrid, Dykinson.